# Semiothisa yavapai
Semiothisa yavapai là một loài bướm đêm trong họ Geometridae.